# Андраде, Элинтон
Элинтон Санчотене Андраде (порт. Elinton Sanchotene Andrade ; род. 30 марта 1979, Санта-Мария, Риу-Гранди-ду-Сул) — португальский и бразильский футболист, позднее переключившийся на пляжный футбол. Выступает на позиции вратаря. Игрок сборной Португалии.

## Биография

### Карьера в футболе
Родился в городе Санта-Мария, штат Риу-Гранди-ду-Сул. Мать — Сюзетт Санчотене — банкир, отец — Эдуардо Фрейре — дантист. Сёстры — Талитта и Николь. Спустя месяц после рождения сына семья переехала в Рио-де-Жанейро.
Учился в школе Мариста Сан-Жозе. Играть в футбол начал в девять лет. В 15 лет попал в клуб «Америка» (Трес-Риус). Впоследствии тренировался в «Итуано» и «ЦФЗ де Бразилиа», которым руководил Зико, где и дебютировал на взрослом уровне.
Впоследствии играл за «Риу-Клару» и «Бангу». Сезон 2005 года провёл в стане «Васко да Гама», но уступив место в составе Роберто Вольпато провёл в Серии А лишь четыре игры. Его дебют пришёлся на матч против «Фламенго», который «Васко» проиграла со счётом 1:0, что привело к отставке Дарио Лоуренсу. Последняя игра в футболке команды завершилась разгромным поражением от «Атлетико Паранаэнсе» (2:7), после чего он покинул клуб.
По совету Абела Браги мог трудоустроится во Вьетнаме, но работодатель настаивал на том, чтобы футболист приехал жить без супруги. В результате чего Андраде отказался от предложения. Позднее защищал цвета «Мото Клуба» и «Дуки-ди-Кашиас». В 2006 году некоторое время находился в стане «Асколи» из Италии.
В июле 2007 года стал игроком румынского «Рапида» из Бухареста, куда был призван на замену ушедшему в «Стяуа» Валентину Бэдоя.
Летом 2009 года 30-летний вратарь перешёл во французский «Олимпик Марсель», который заплатил за бразильца 200 тысяч долларов. Дебют в чемпионате Франции для Андраде состоялся 7 февраля 2010 года в игре против «Валансьена» (5:1). Всего в марсельской команде он находился на протяжении трёх лет, но неизменно оставался запасным игроком, проведя в чемпионате три матча. В еврокубках за «Олимпик» провёл одну игру из-за дисквалификации основного вратаря Стива Манданда против «Баварии» (0:2) в 1/4 финала Лиги чемпионов в марте 2012 года.
В мае 2013 году подписал контракт с «Наутико». Пробыв в клубе 20 дней с ним уже 3 июня было расторгнуто соглашение, хотя Андраде даже не сыграл ни одной игры за команду. Одной из причин было увольнение главного тренера Силаса, который и пригласил его в «Наутико». Кроме того, по словам самого Андраде, ещё одним поводом стала его репутация «вратаря в песке», поскольку он принимал участия в турнирах по футволею (вид спорта, сочетающий в себе качества пляжного волейбола и футбола).
Следующие полгода бразилец играл за «Эрмис», где он отметился одним появлением на поле в рамках чемпионата Кипра. Вернувшись из Европы Андраде присоединился к «Дуки-ди-Кашиас» в декабре 2013 года с которой он выступал в Лиге Кариока и Серии С. Находясь в команде в течение полгода он в июле 2014 года принимает решение разорвать контракт с клубом. После этого Андраде не играл в течение восьми месяцев, продолжая поддерживать игровую форму в центре подготовки вратарей в Рио-де-Жанейро. Новый клуб ему удалось найти в марте 2015 года, когда он заключил соглашение с «Уберландией».
В мае 2015 года бразилец Зико пригласил его выступать в клуб чемпионата Индии «Гоа», который стал его последней командой в большом футболе.

### Карьера в пляжном футболе
Начал играть в пляжный футбол в Рио-де-Жанейро. Ещё во время его футбольной карьеры Ромарио предлагал ему сыграть за пляжные футбольные клубы «Васко да Гама» и «Флуминенсе». В 2013 году Андраде выступил на чемпионате мира по футволею в составе Португалии, где был признан лучшим игроком турнира.
В 2014 году он принял предложение «Фламенго» в составе которого был признан лучшим игроком чемпионата Бразилии, хотя его команда заняла четвёртое место. Позднее на клубном уровне играл за «Брагу» (Португалия), «Кристалл» (Россия), «Ботафого» (Бразилия), «Катанию» (Италия), «Бенфика» (Португалия) и «Токио Верди» (Япония).
В 2015 году Элинтон Андраде получил предложение сыграть за сборную Португалии, поскольку он ещё в 2006 году получил гражданство этой страны. Португалия в этот момент нуждалась в сильном вратаре из-за ухода ряда игроков, а в составе его родной Бразилии в то время место в воротах занимал Мао, поэтому у Андраде не было шанса попасть в состав южноамериканской сборной.
На домашнем для португальцев мундиале 2015 года команда стала чемпионом, обыграв в финале Таити (5:3). Повторить этот успех Португалии удалось на турнире 2019 года, а сам Андраде на том мундиале был отмечеен призом как лучший вратарь чемпионата. В 2016 и 2018 годах Элинтон Андраде признавался Всемирной организацией пляжного футбола лучшим вратарём мира в пляжном футболе. По состоянию на март 2024 года провёл за сборную 208 матчей, в которых забил 16 голов.

## Достижения
| Сборная - Чемпион мира: 2015, 2019 - Победитель Европейских игр: 2019 - Бронзовый призёр Европейских игр: 2015 - Победитель Евролиги: 2015, 2019, 2020, 2021 - Финалист Евролиги: 2016, 2017, 2022 - Бронзовый призёр Евролиги: 2018 - Победитель Кубка Европы: 2016 - Финалист Межконтинентального кубка: 2017 - Победитель Кубка Пилснера: 2016 Клуб - Победитель Кубка европейских чемпионов: 2021 (Бенфика) - Победитель Кубка Италии: 2019 (Катанья) - Победитель Кубка чемпионов мира: 2019 (Фламенго) | Индивидуальные - Лучший вратарь мира в пляжном футболе: 2016, 2018 - Лучший вратарь чемпионата мира: 2019 - Лучший вратарь Евролиги: 2015, 2020, 2022 - Лучший вратарь Кубка Европы: 2016 - Лучший вратарь Кубка чемпионов мира: 2019 - Лучший игрок Кубка Европы: 2016 |  |

## Личная жизнь
Бывшая супруга — Лиана Брикснер, ранее занималась художественной гимнасткой. Воспитывает сына Бернардо Андраде (род. 2009), который также как и отец занимается футболом.